# Выборы главы Башкортостана (2024)
Выборы главы Республики Башкортостан состоялись 8 сентября 2024 года в единый день голосования. На этих выборах глава республики избирается на должность сроком на 5 лет.

## Выборы
На пост главы Башкортостана может выдвигаться только кандидат, который зарегистрирован в политической партии. Кандидат должен иметь российское гражданство и не быть моложе 30 лет, не иметь иностранного гражданства или вида на жительство в иностранных государствах. Каждому кандидату для регистрации необходимо набрать как минимум 5 % подписей депутатов и глав муниципальных образований. Кандидаты в главы представляют 3 кандидатуры в Совет Федерации, где победитель выборов позже назначает одного из представленных кандидатов.

## Радий Хабиров

### Республиканская повестка

#### Коррупционные скандалы в аппарате президента Муртазы Рахимова
В 2019 году на выборах главы Башкортостана победу одержал Радий Хабиров, ранее занимавший место главы Красногорска. В политике Башкортостана он запомнился тем, что с 2003 по 2008 год был руководителем администрации президента Муртазы Рахимова. Впоследствии вокруг него возник ряд коррупционных скандалов: он был заподозрен в продаже депутатских мест за деньги, махинациях с недвижимостью и отсутствия декларации на большое количество имущества. За свои криминальные дела Радий Хабиров был исключён республиканским отделением партии Единая Россия, но впоследствии был восстановлен московским отделением.

#### Противостояние вокруг городища Уфа II & Попытка строительства православного храма на месте городища Башкорт
В 2019 году в южной части городища Уфа II был заложен камень, знаменующий строительство православного храма. Уфимское городище известно тем, что на его месте располагался город Башкорт, являющийся в средневековье центром башкирской общественной и торговой жизни. Несмотря на историческую и культурную ценность городища, осенью 2022 года с территории городища начали вывозить грунт для подготовки к строительству храма. В марте 2023 года строительство православного храма было начато. Строительство православного храма вызвало негодование и возмущение у башкирских активистов и башкирской диаспоры за границей. Помимо самого факта строительства православного храма на месте исторического и культурного наследия башкирского народа, возмущение было усилено и тем, что строительство мечети Ар-Рахим продолжается с 2007 года и до сих пор не закончено. Строительство православного храма вызвало недоумение и тем, что в 2015 году на этом месте планировалось строительство археологического музея имени Нияза Мажитова, башкирского археолога, занимавшегося раскопками самого городища. В течение лета 2023 года на месте городища проходили митинги, направленные против строительства православного храма. В августе 2023 года башкирские общественники подали в суд на уфимскую епархию и администрацию Уфы из-за строительства православного храма. В конце сентября 2023 года суд запретил строительство православного храма на месте городища. В ноябре 2023 года Радий Хабиров дал комментарий по поводу отмены строительства православного храма, где он назвал некоторых башкирских общественников, защищающих землю городища от строительства православного храма ангажированными персонажами.

#### Протесты на Куштау
В 2020 году в Башкортостане прошли протесты на Куштау, вызванные решением Радия Хабирова одобрить разработку шихана. В августе на шихане началась вырубка леса. На шихане собрались недовольные такими действиями протестующие, в том числе Фаиль Алсынов, в отношении которого впоследствии начались преследования. В результате протесты оказали воздействие на решение Радия Хабирова и разработка шихана была отменена.

#### Январские протесты
В 2023 году Радий Хабиров лично написал заявление на Фаиля Алсынова, башкирского активиста, националиста и экс-председателя организации «Башкорт». По мнению Радия Хабирова, весной 2023 года, Фаиль Алсынов выступил на митинге в защиту башкирских земель от незаконной добычи полезных ископаемых с речью, в которой якобы оскорбил трудовых мигрантов. В итоге на него было возбуждено уголовное дело. По некоторому мнению уголовное дело стало местью Радия Хабирова, так как Фаиль Алсынов активно выступал в защиту Куштау от разработки, что не позволило Радию Хабирову реализовать собственный интерес.
В январе 2024 года в Баймаке прошли два судебных заседания по делу Фаиля Алсынова. На первом судебном заседании 15 января собралось от 1 до 5 тысячи человек, присутствующих у здания суда, чтобы выразить поддержку Фаилю Алсынову. На следующий день, 16 января, Фаиль Алсынов был внесён в список экстремистов и террористов. На второе судебное заседание, 17 января у здания суда собралось порядка 10 тысяч человек, выражавших поддержку Фаилю Алсынову. В итоге суд назначил ему 4 года колонии. Это решение вызвало недовольство у собравшихся, что в итоге вылилось в противостояние с полицией и омоновцами. По мнению башкирских активистов власть намерено устроила провокации, чтобы добиться столкновений с силовиками и силовым разгоном протестов.
По мнению Amnesty International в отношении протестующих была применена неоправданная сила. В отношении протестующих были возбуждены уголовные дела, которые также считаются необоснованными.
В отношении некоторых протестующих были возбуждены уголовные дела. Рифат Даутов, не принимавший участие в протестах, был убит сотрудниками правоохранительных органов. Минияр Байгускаров был доведён до самоубийства.
По мнению Руслана Габбасова, лидера Комитета башкирского национального движения за рубежом действия Радия Хабирова в подавлении протестов жёстко обозлили башкирский народ.

#### Активное участие Башкортостана в войне с Украиной
Свою поддержку вторжению России в Украину Радий Хабиров выразил не только на словах, но и делом. Под его руководством летом 2022 года в Башкортостане был сформирован 31-й мотострелковый полк «Башкортостан» и некоторые другие воинские формирования, предназначенные для участия в войне на стороне России. Численность только одного полка составляет 2,5 тысячи человек.
Недовольство военной политикой испытывают башкиры, среди которых распространено мнение о чуждости этой войны для башкир. По некоторому мнению башкиры считают, что Россия использует башкир в качестве солдат, чтобы воевать с украинцами руками нерусских народов.
По состоянию на апрель 2024 года Башкортостан является лидером по числу погибших на войне в Приволжском федеральном округе и на втором месте по всей России. По общему числу на войне в Украине погибло 1852 уроженца Башкортостана.

### Федеральная повестка

#### Аннексия Крыма
В 2014 году Радий Хабиров принимал активное участие в аннексии Крыма, где ему отводилась роль в участии доставки на полуостров российской символики, установке российского флага на здании Верховного совета Автономной Республики Крым и организацию митинга в поддержку аннексии Крыма. Также он организовывал встречу исламских элит России с лидерами крымских татар, где последним обещалось решение земельного вопроса, в случае если они не будут препятствовать аннексии. Впоследствии земельные вопросы крымских татар решены не были, а крымскотатарские активисты были репрессированы.

#### Поддержка войны России против Украины
После начала вторжения России в Украину Радий Хабиров выразил активную поддержку действиям российских властей. Он в числе некоторых руководителей был включён в санкционный список стран Европейского Союза за активную поддержку войны. Против него были введены санкции со стороны Соединённых Штатов, Новой Зеландии и Австралии за мобилизационные усилия, проводимые для мобилизации граждан на войну России против Украины.

### Отношение с властями России
В ходе своей встречи в апреле 2024 года с Владимиром Путиным ему была оказана поддержка в выдвижении на второй срок главы Башкортостана.

## Иван Сухарев

### Высылка башкир и татар в Монголию
Несмотря на то, что Сухарев родился в Уфе, столице Башкортостана и неоднократно являлся кандидатом на должность главы Башкортостана, в 2011 году он поддержал слова Владимира Жириновского по высылке башкир и татар в Монголию.

## Другие кандидаты
«Справедливая Россия» выдвинула своим кандидатом Владимира Нагорного, а КПРФ Артура Шайнурова.
Партия ЛДПР 15 июня на партийной конференции выдвинула кандидатом Ивана Сухарева. Ранее Сухарев уже был кандидатом на пост главы Башкортостана в 2014 и 2019 годах.
Партия «Новые люди» поддержала выдвижение предпринимателя и юриста Ильшата Тимерьянова, который ранее в 2023 году выдвигался партией в Туймазинском округе 52 и там же по партийному списку, но был снят с выборов решением суда за наличие акций иностранных компаний.